# Elis Manolova
Elis Filipova Manolova (in bulgaro Елис Филипова Манолова?; 17 gennaio 1996) è una lottatrice bulgara naturalizzata azera, specializzata nella lotta libera.

## Palmarès
- Mondiali

Nur-Sultan 2019: bronzo nei 65 kg.
- Europei

Kaspijsk 2018: argento nei 65 kg.
Bucarest 2019: oro nei 65 kg.
Roma 2020: argento nei 65 kg.
Budapest 2022: argento nei 65 kg.